# 穆爾角 (肯普地)
穆爾角（英語：Mule Point）是南極洲的海岬，位於肯普地，處於霍西森冰川東面，挪威製圖師根據該國拍攝的空中照片繪入地圖，現時由南極條約體系管理。